# إلياس ستورم
إلياس ستورم (بالسويدية: Elias Storm)‏ هو لاعب كرة قدم سويدي، ولد في 19 يوليو 1979 في ستوكهولم في السويد. لعب مع نادي أورغريته ونادي هاوغسوند ونادي يورغوردينس.

## وصلات خارجية
- إلياس ستورم على موقع قاعدة بيانات كرة القدم.إي يو (الإنجليزية)